# Alexander Demetrius Goltz

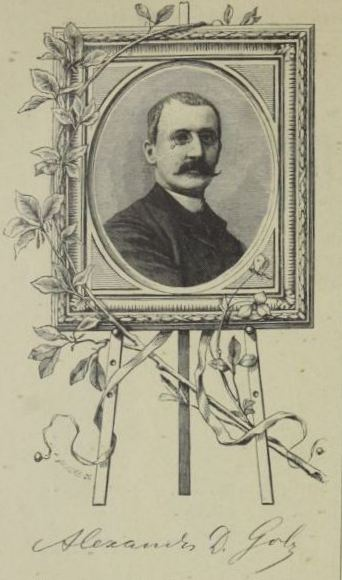
Alexander Demetrius Goltz

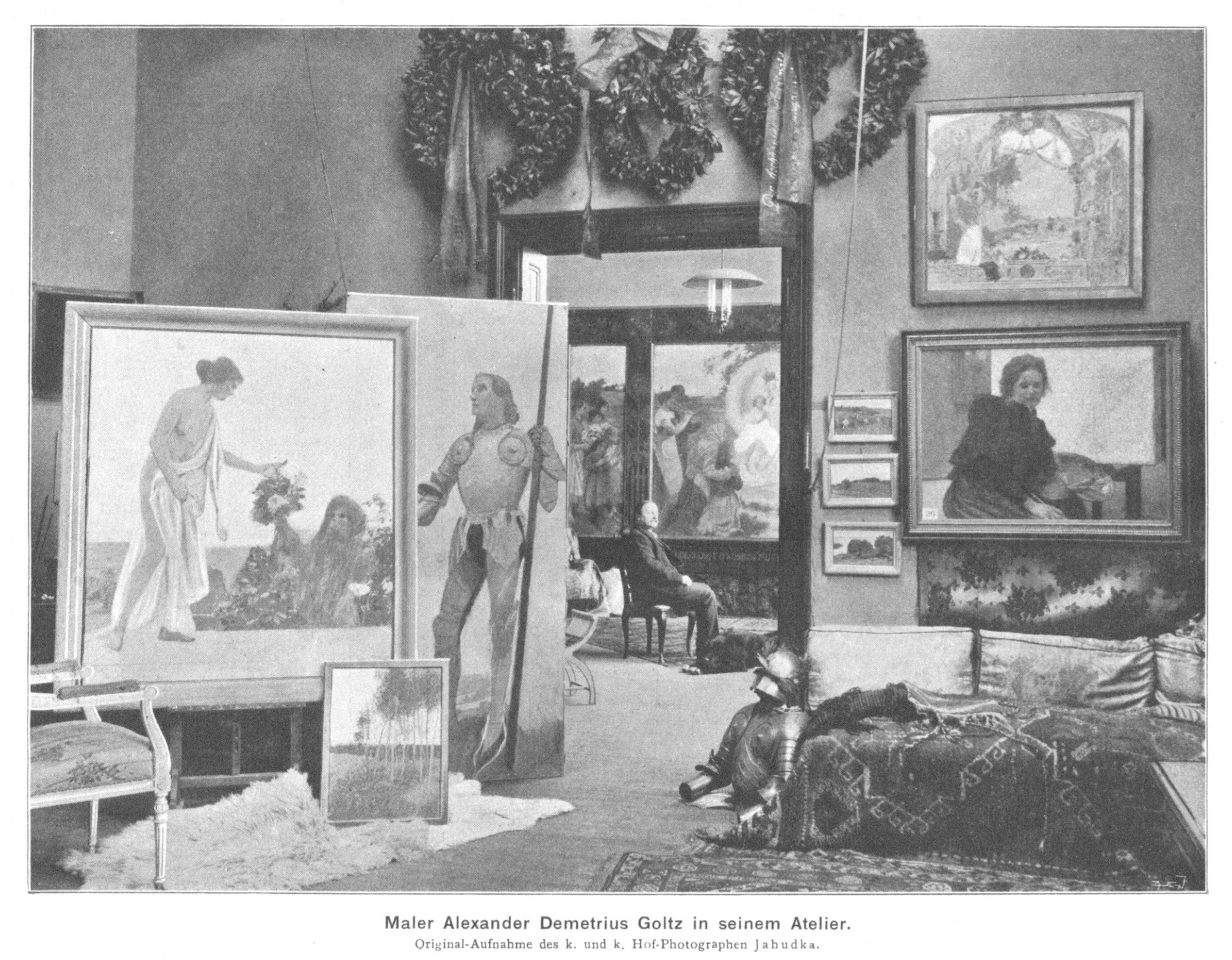
Alexander Demetrius Goltz in seinem Atelier (1903)

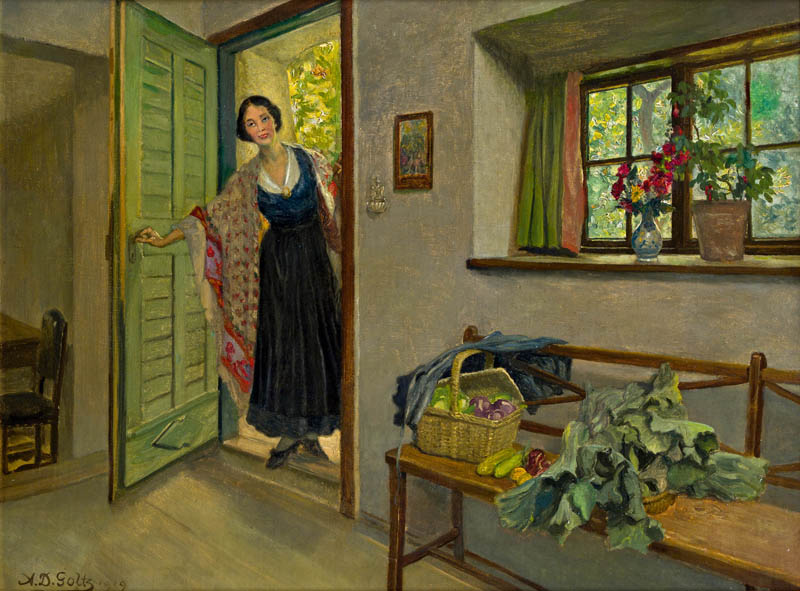
Die Besucherin 1919

Alexander Demetrius Goltz (auch Alexander Demeter Goltz; * 25. Jänner 1857 in Püspökladány, Ungarn; † 14. Mai 1944 in Wien) war ein österreichischer Maler und Bühnenbildner.

## Leben
Alexander Demetrius Goltz war der Sohn eines Eisenbahningenieurs und wuchs ab 1859 in Wien auf. In den Jahren 1874/75 studierte er Malerei bei Otto Seitz an der Akademie der bildenden Künste in München.
Von 1875 bis 1877 war Goltz Schüler von Anselm Feuerbach an der Akademie der bildenden Künste in Wien. 1876 stellte er erstmals ein Damenporträt aus. 1880 wurde er Mitglied des Wiener Künstlerhauses.
In der Folge unternahm er ausgedehnte Studienreisen, lebte von 1884 bis 1888 in München, studierte in Paris bei Pierre Puvis de Chavannes und ließ sich 1892 in Wien nieder. Er widmete sich anfangs dem Figurenbild mit historischem Hintergrund, später der Landschafts- und Porträtmalerei. 1904 bis 1907 war er Vorsteher des Ausstattungswesens am Hofburgtheater und 1909 bis 1910 Vorsteher des Ausstattungswesens am k.k. Hof-Operntheater.
Alexander Demetrius Goltz, der 1900 bis 1911 dem Hagenbund angehörte und 1906 bis 1907 dessen Präsident war, porträtierte zahlreiche Persönlichkeiten aus Kunst und Politik, wie zum Beispiel die Schauspieler Max Devrient, Josef Kainz und Auguste Wilbrandt-Baudius.
In der Folge verlegte er seinen künstlerischen Schwerpunkt auf Bühnenausstattungen und war von 1904 bis 1907 Vorsteher des Ausstattungswesens des Wiener Hofburgtheaters und 1909/10 der Hofoper.
Während des Ersten Weltkriegs war Alexander Demetrius Goltz als Kriegsmaler im k.u.k. Kriegspressequartier auf dem belgischen, russischen, italienischen, serbischen, albanischen und türkischen Kriegsschauplatz künstlerisch tätig. Mehrere Werke aus dieser Zeit befinden sich heute in den Sammlungen des Wiener Heeresgeschichtlichen Museums.
Vom 11. November 1925 bis 5. November 1929 war er Präsident der Genossenschaft der bildenden Künstler Wiens.
Goltz war in zweiter Ehe (ab 1909) mit der Schauspielerin Maria (Mary) Mell (1885–1954), Schwester des Schriftstellers Max Mell, verheiratet.

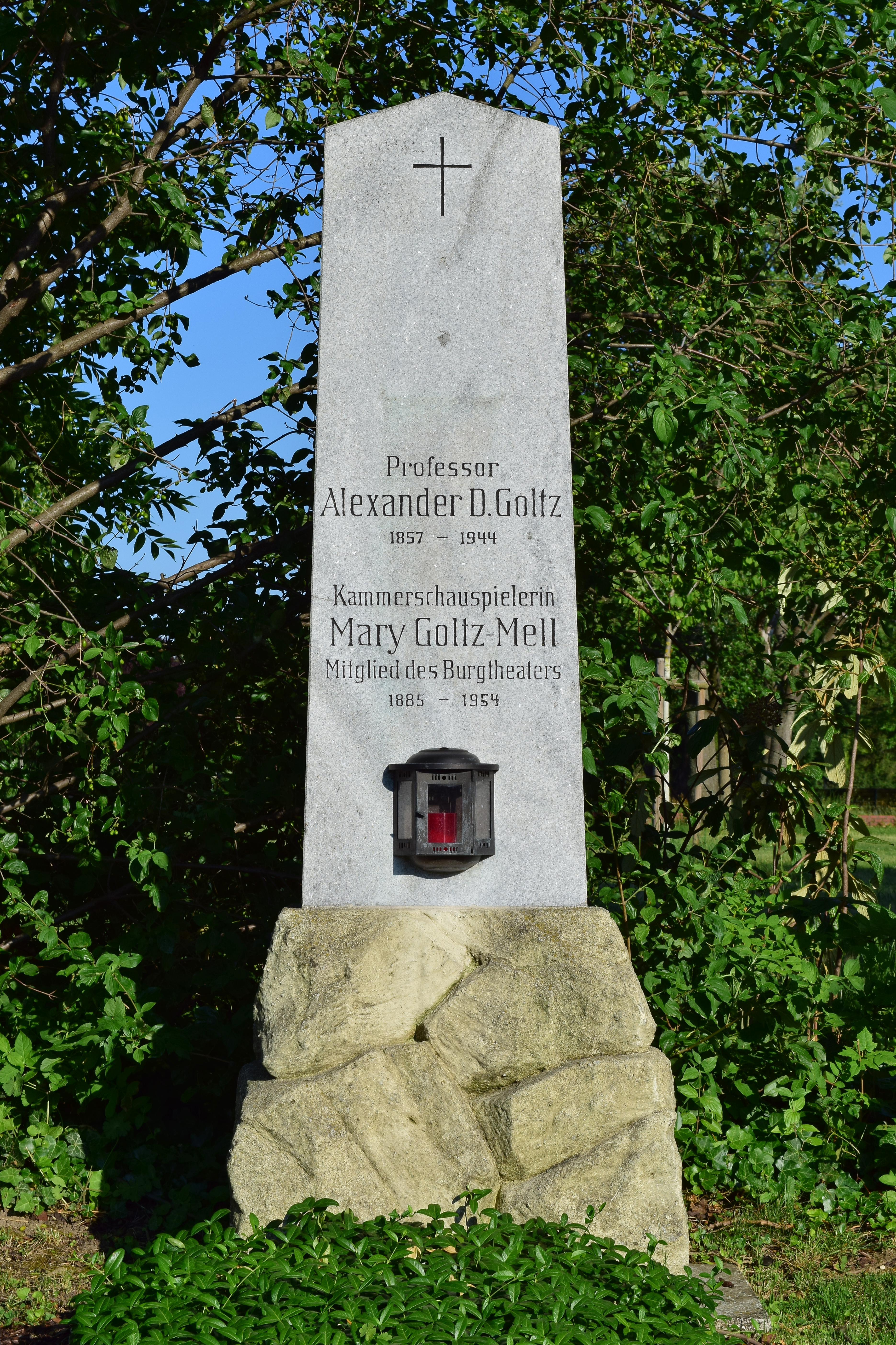
Grab von Alexander Demetrius Goltz am Wiener Zentralfriedhof

Goltz, seit 1927 Bürger der Stadt Wien, wurde auf dem Wiener Zentralfriedhof ein kommunales Ehrengrab gewidmet (Gruppe 23 A, Reihe 1, Nr. 43). 

## Werke (Auszug)

### Gemälde
- Ziegenhirtin, 1922, signiert und datiert „A. D. Goltz 1922“, Öl auf Karton, 98 × 90 cm[7]
- Orientalischer Marktplatz, 1886, signiert und datiert „Alexander D. Goltz 886 München“, Öl auf Leinwand, 80 × 127 cm[8]
- Frühling, signiert „A.D.Goltz“, Öl auf Leinwand, 108,6 × 96,5 cm[9]
- Porträt einer jungen Dame im Boot, signiert „A. D. Goltz“, Öl auf Leinwand, 118 × 139 cm[10]

### Fresken
- Deckengemälde des Zuschauerraumes im Nationaltheater, Zagreb 1894/95
- Das menschliche Streben nach Vollendung, Aula der Karl-Franzens-Universität, Graz 1910/30

### In Publikationen
- Alfred von Ehrmann, – (Ill.): Das Streichquartett. Phantasien eines Musikers. Mit Randzeichnungen von A(lexander) D(emetrius) Goltz. Österreichische Verlagsanstalt, Linz–Wien–Leipzig 1903, ÖNB.
- Rosa Fischer, – (Ill.):[2] Oststeirisches Bauernleben. Mit einer Vorrede von Peter Rosegger. Illustriert von Alexander D[emeter] Goltz. Österreichische Verlagsanstalt, Wien 1903, OBV.
- Belagerung von Antwerpen 1914. Geschosswirkungen der österreichisch-ungarischen 30,5-cm-Motor-Mörser-Batterien. 12 Kunstblätter nach Originalen von A(lexander) D(emeter) Goltz. In Antwerpen nach der Natur gemalt mit Genehmigung des stellvertretenden Generalstabes in Berlin. St. Stefan Wiener Verlags-Gesellschaft, Wien 1915, ÖNB.
- Kriegsbilder-Ausstellung des k. u. k. Kriegspressequartiers. Künstlerhaus Wien 2. Oktober 1915. Reisser, Wien 1915, S. 44f